# Artjom Alexandrowitsch Sergejenkow
Artjom Alexandrowitsch Sergejenkow (russisch Артём Алекса́ндрович Сергее́нков, engl. Transkription Artem Sergeyenkov; * 10. Juni 1986) ist ein ehemaliger russischer Sprinter, der sich auf den 400-Meter-Lauf spezialisiert hat. Mit der russischen 4-mal-400-Meter-Staffel gewann er 2007 die Silbermedaille bei den Halleneuropameisterschaften in Birmingham.

## Sportliche Laufbahn
Erste internationale Erfahrungen sammelte Artjom Sergejenkow im Jahr 2005, als er bei den Junioreneuropameisterschaften in Kaunas in 47,01 s den fünften Platz über 400 Meter belegte und mit der russischen 4-mal-400-Meter-Staffel in 3:07,19 min die Silbermedaille gewann. 2007 gewann er mit der Staffel bei den Halleneuropameisterschaften in Birmingham in 3:08,10 min gemeinsam mit Iwan Busolin, Wladislaw Frolow und Maxim Sergejewitsch Dyldin die Silbermedaille hinter dem britischen Team. Im Juli belegte er bei den U23-Europameisterschaften in Debrecen in 46,19 s den sechsten Platz über 400 Meter und siegte mit der Staffel in 3:02,13 min und stellte damit einen neuen Meisterschaftsrekord auf. 2009 schied er bei der Sommer-Universiade in Belgrad mit 47,61 s im Semifinale über 400 Meter aus belegte mit der Staffel in 3:09,19 min den fünften Platz. 2011 beendete er dann seine aktive sportliche Karriere im Alter von 25 Jahren.

## Persönliche Bestleistungen
- 400 Meter: 45,86 s, 26. Mai 2007 in Sotschi
  - 400 Meter (Halle): 46,85 s, 9. Februar 2007 in Wolgograd